# علم المفاصل
علم المفاصل (باللاتينية: arthrologia) هو العلم الذي يُعنى بدراسة المفاصل، أي الروابط القائمة بين العظام، وذلك من حيث بنيتها، وظيفتها، اعتلالها وعلاجها.
في المصطلح الأجنبي Arthrology، يشير المقطع الأول "arthro-" إلى المفاصل، وقد اشتق من الكلمة الإغريقية arthron. ومن المصطلحات الأخرى الخاصة بالمفاصل والمشتقة من نفس الكلمة، صورة المفصل الشعاعية Arthrogram، تنظير المفاصل arthroscopy، التهاب المفاصل arthritis.